# The Fugitive Futurist
The Fugitive Futurist è un cortometraggio muto del 1924 scritto e diretto da Gaston Quiribet.

## Produzione
Il film fu prodotto dalla Hepworth.

## Distribuzione
Distribuito dalla Novello-Atlas, il film - un cortometraggio di una decina di minuti - uscì nelle sale cinematografiche britanniche nell'ottobre 1924.
Si pensa che sia andato distrutto nel 1924 insieme a gran parte degli altri film della Hepworth. Il produttore, in gravissime difficoltà finanziarie, pensò in questo modo di poter almeno recuperare l'argento dal nitrato delle pellicole.